# Neocinnamomum
Neocinnamomum es un género con 13 especies de plantas con flores perteneciente a la familia Lauraceae. Es originario de Asia. El género fue descrito por H.Liu y publicado en  Lauracées de Chine et de l'Indochine 82, 86 en el año 1934.  La especie tipo es Neocinnamomum parvifolium 	(Lecomte) H.Liu.

## Descripción
Son arbustos o pequeños árboles. Las hojas son alternas, enteras, dísticas, de papel o subcoriáceas, fuertemente triplinervada. Las inflorescencias  se disponen en forma de panículas axilares o terminales o solitarias en las axilas de las hojas. Las flores son pequeñas y pediceladas. El fruto en forma de drupa, elipsoide o globosa.

## Distribución
Se distribuyen por Bután, China, India, Indonesia (Sumatra), Birmania, Nepal, Tailandia, Vietnam, y cinco especies (tres endémicas) en China.

## Especies
- Neocinnamomum atjehense  	Kosterm.
- Neocinnamomum caudatum 	(Nees) Merr.
- Neocinnamomum complanifructum 	S.K. Lee & F.N. Wei
- Neocinnamomum confertiflorum 	(Meisn.) Kosterm.
- Neocinnamomum delavayi 	(Lecomte) H. Liu
- Neocinnamomum fargesii 	(Lecomte) Kosterm.
- Neocinnamomum hainanianum 	C.K. Allen
- Neocinnamomum lecomtei 	H. Liu
- Neocinnamomum mekongense 	(Hand.-Mazz.) Kosterm.
- Neocinnamomum parvifolium 	(Lecomte) H. Liu
- Neocinnamomum poilanei 	H. Liu
- Neocinnamomum wilsonii 	C.K. Allen
- Neocinnamomum yunnanense 	H.Liu